# Dufourea phoenix
Dufourea phoenix är en biart som beskrevs av Ebmer 2008. Dufourea phoenix ingår i släktet solbin, och familjen vägbin. Inga underarter finns listade i Catalogue of Life.